# Charles Emmanuel
Charles Emmanuel de Barros Marcondes (Piraquara, 6 de janeiro de 1989) é um ator, dublador, youtuber e streamer brasileiro. Conhecido por seus trabalhos em dublagem de desenhos animados, filmes, novelas mexicanas e séries de TV, ele dublou Rony Weasley dos filmes Harry Potter, Ben Tennyson na franquia Ben 10, Rigby da série animada Apenas um Show, Mutano de Jovens Titãs, Chiro Takashi de Super Esquadrão dos Macacos Robôs, Nate River (Near) de Death Note, Gowther de Nanatsu No Taizai (Sete pecados capitais),Yang de Yin Yang Yo! e Tenma de Pégaso de Os Cavaleiros do Zodíaco: The Lost Canvas. Recentemente dublou Ash Ketchum, o protagonista do anime Pokémon XYZ e Pokémon Sol e Lua, substituindo o antigo dublador Fábio Lucindo, Noah Foster na série Scream e James Lake Jr. em Caçadores De Trolls.

## Biografia e carreira
Charles nasceu em Piraquara, no Paraná, e com por volta de um ano de idade, se mudou para o Rio de Janeiro.
Começou seus trabalhos com dublagem profissionalmente aos sete anos. Ganhou o prêmio Yamato de melhor dublador de anime. Atualmente, Charles também faz vídeos para o YouTube sobre sua carreira de dublador, contando com mais de 500 mil inscritos em seu canal, Dubladiando. Em 2020, começou oficialmente, a fazer lives na TwitchTv, onde faz stream, jogando e interagindo em tempo real com seu Público, via chat de bate papo e discord.

## Prêmios
| Ano  | Premiação                | Categoria                              | Papel/Obra                                                | Resultado | Fonte  |
| ---- | ------------------------ | -------------------------------------- | --------------------------------------------------------- | --------- | ------ |
| 2005 | Prêmio Yamato            | Melhor Dublador de Coadjuvante         | Rony Weasley, em Harry Potter e o Prisioneiro de Azkaban  | Indicado  | [ 8 ]  |
| 2006 | Prêmio Yamato            | Melhor Dublador de Protagonista        | Shiro, em Super Esquadrão de Macacos Robôs Hiper Força Já | Indicado  | [ 9 ]  |
| 2011 | Prêmio Yamato            | Melhor Dublador de Anime               | Tenma, em Cavaleiros do Zodíaco: The Lost Canvas          | Venceu    | [ 10 ] |
| 2021 | Crunchyroll Anime Awards | Melhor Performance de Voz em Português | Gowther em The Seven Deadly Sins                          | Indicado  | [ 11 ] |
| 2023 | Crunchyroll Anime Awards | Melhor Performance de Voz em Português | Kazuya, em Rent-A-Girlfriend                              | Indicado  | [ 12 ] |
| 2025 | Crunchyroll Anime Awards | Melhor Performance de Voz em Português | Sung Jinwoo, em Solo Leveling                             | Venceu    | [ 13 ] |

## Vida pessoal
Em 26 de junho de 2021 se assumiu publicamente uma pessoa LGBTQIA+ em seu Twitter. É neto da também dubladora Teresa Anquetin.[carece de fontes?]

## Filmografia

### Televisão
| Ano       | Título                            | Cargo                 | Emissora          | Nota                                     |
| --------- | --------------------------------- | --------------------- | ----------------- | ---------------------------------------- |
| 1995      | Um Salto Para o Futuro            | recorrente            | TVE               |                                          |
| 1997      | Comercial para Telefônica Celular | garoto-propaganda     |                   | propaganda; atual Vivo                   |
| 1997–1998 | Who's the Boss?                   | Rodrigo               | Rede Bandeirantes | direção de Walter Lima Jr.; 54 episódios |
| 1998      | Comercial para NET                | garoto-propaganda     |                   | propaganda                               |
| 2000–2001 | TV Globinho                       | apresentador (Escova) | Rede Globo        |                                          |

### Teatro
| Ano  | Título                     | Cargo |
| ---- | -------------------------- | ----- |
| 1997 | Invasão de Pernambuco      | ator  |
| 2002 | Hórus, O Príncipe do Egito | Hórus |
| 2010 | Morte - Work in Progress   |       |

### Internet
| Ano           | Título        | Cargo                   | Plataforma |
| ------------- | ------------- | ----------------------- | ---------- |
| 2007–presente | Dubladiando   | apresentador; ele mesmo | YouTube    |
| 2020–presente | DubladiandoTv | apresentador; ele mesmo | Twitch     |

### Dublagem

#### Filmes
| Ator                            | Filme(s) dublados |
| ------------------------------- | --- |
| Rupert Grint                    | Harry Potter e a Pedra Filosofal, Harry Potter e a Câmara Secreta, Harry Potter e o Prisioneiro de Azkaban, Harry Potter e o Cálice de Fogo, Harry Potter e a Ordem da Fênix, Harry Potter e o Enigma do Príncipe, Harry Potter e as Relíquias da Morte - Parte 1, Harry Potter e as Relíquias da Morte - Parte 2 |
| Christopher Mintz-Plasse        | Superbad - É Hoje, A Hora do Espanto (2011), Para Maiores, É o Fim, Kick-Ass 2, Vizinhos (2014), Vizinhos 2 |
| Nate Hartley                    | Meu Nome é Taylor, Drillbit Taylor, Faça o Que eu Digo, Não Faça o Que eu Faço |
| Thomas Mann                     | Projeto X: Uma Festa Fora de Controle, João e Maria: Caçadores de Bruxas, Kong: Ilha da Caveira |
| Edward Furlong                  | O Exterminador do Futuro 2: O Julgamento Final (Redublagem) |
| Leonardo DiCaprio               | Gilbert Grape - Aprendiz de Sonhador |
| Callan McAuliffe                | Eu Sou o Número Quatro |
| Max Thieriot                    | O Preço da Traição |
| Ryan Kelley                     | Ben 10: Invasão Alienígena |
| Keir Gilchrist                  | Se Enlouquecer, Não se Apaixone |
| Leonard Carow                   | Cavalo de Guerra |
| Will Poulter                    | As Crônicas de Nárnia: A Viagem do Peregrino da Alvorada, Maze Runner: Correr ou Morrer |
| Francesco Liotti                | Papai Bate Um Bolão |
| Nicholas Coombe                 | Dora e a Cidade Perdida (1º trailer) |
| Graham Phillips                 | Ben 10: Corrida Contra o Tempo |
| Dyllan Christopher              | Menores Desacompanhados |
| Philip Daniel Bolden            | Querem Acabar Comigo |
| Harry Newell                    | Peter Pan (2003) |
| Mark L. Young                   | Família do Bagulho |
| Chris van der Walt              | Agora Você Vê |
| Christopher Jordan Wallace, Jr. | Notorious B.I.G. - Nenhum Sonho é Grande Demais |
| Cole Heppell                    | A Garota da Capa Vermelha |
| Cody McMains                    | Teenagers - As Apimentadas (Globo) |
| Jeffrey Tedmori                 | Sujou... Chegaram os Bears |
| Emile Hirsch                    | Milk - A Voz da Igualdade |
| Martin Svetlik                  | Os Irmãos Grimm |
| Michal Suchánek                 | Aftershock: Earthquake in New York |
| Robert Capron                   | Diário de um Banana |
| John Bell                       | O Hobbit: A Desolação de Smaug |
| Vibish Sivakumar                | As Aventuras de Pi |
| Moises Arias                    | Ender's Game - O Jogo do Exterminador (1ª dublagem) |
| Colin Egglesfield               | Angie |
| Christian Bale                  | Henrique V |
| Nick Benson                     | Best Player - Guerreiros Virtuais |
| Leif Garrett                    | Vidas sem Rumo |
| Dax Flames                      | Anjos da Lei |
| David A. Kaye                   | 3000 Milhas para o Inferno |
| Mitchel Musso                   | Um Mascote Chocante |
| Thomas Dekker                   | Uma Prova de Amor |
| Caleb Landry Jones              | O Último Exorcismo |
| Hasancan Cifci                  | Circuito Fechado |
| Jake Thomas                     | As Rídiculas Férias de Ed |
| Rory Culkin                     | Conte Comigo (TV) |
| Paul Amadi                      | Um Sonho Possível |
| Nick Roux                       | Lemonade Mouth: Uma Banda Diferente |
| Daryl Sabara                    | Halloween - O Início |
| Carter Jenkins                  | Idas e Vindas do Amor |
| Jeffrey Jacquet                 | A Volta da Montanha Enfeitiçada |
| Marc John Jefferies             | O Pequeno Hércules |
| Troy Gentile                    | Um Hotel Bom pra Cachorro |
| Jesse James                     | Uma Carta de Amor |
| Brian Falduto                   | Escola de Rock (TV) |
| Ryan Pinkston                   | Pequenos Espiões 3-D: Game Over |
| Kyle Slabotsky                  | A Casa dos Fundos |
| Alex Wyndham                    | Colinas de Sangue |
| Logan Miller                    | Minhas Adoráveis Ex-Namoradas |
| Daven Wilson                    | Feliz Natal, Drake & Josh |
| Shea Pepe                       | Perdendo a Noção |
| Grant Rosenmeyer                | Os Excêntricos Tenenbaums |
| Alexander Conti                 | Harriet, A Espiã: Guerra dos Blogs |
| Jesse Reid                      | Os Padrinhos Mágicos: Cresce, Timmy Turner! |
| Harry Shum Jr.                  | Glee 3D: O Filme, Shadowhunters (série) |
| Ezra Miller                     | Batman v Superman: Dawn of Justice, Suicide Squad, Justice League, The Flash |
| Dominic Deustcher               | Mako Mermaids (A partir da 2ª Temporada) |
| Garrett Clayton                 | Teen Beach Movie e Teen Beach 2 |
| Dacre Montgomery                | Power Rangers (2017) e Stranger Things |

#### Filmes de animação
| Personagem        | Filme(s) de animação dublados |
| ----------------- | --- |
| Patricio          | Resident Evil: A Vingança |
| Ash Ketchum       | Pokémon: O Filme - Eu Escolho Você, Pokémon: O Filme - O Poder de Todos e Pokémon: Mewtwo Contra-Ataca — Evolução                               |
| Zane              | LEGO Ninjago: O Filme[carece de fontes?] |
| Toninho Rodrigues | Os Incríveis 2 (2ª voz) |
| Wee Dingwall      | Valente e A Lenda de Mor'du (Curta-metragem) |
| Mutano            | Os Jovens Titãs em Ação! Nos Cinemas |
| Jeremy Johnson    | Phineas e Ferb O Filme: Através da 2ª Dimensão, Phineas e Ferb, o Filme: Candace Contra o Universo                                              |
| Bobble            | Tinker Bell e o Resgate da Fada, Tinker Bell - Uma Aventura no Mundo das Fadas, Tinker Bell - O Segredo das Fadas, Tinker Bell: Fadas e Piratas |
| Colin             | Os Simpsons: O Filme |
| Perna de Peixe    | Como Treinar o Seu Dragão, Dragões: Pilotos de Berk, Dragões: Defensores de Berk e Dragões: Corrida até o Limite                                |
| Alvin             | ParaNorman |
| Wilbur Robinson   | A Família do Futuro |
| Toshiaki          | Frankenweenie |
| Jin               | Abominável |
| Chiro Takashi     | Super Esquadrão dos Macacos Robôs: O Filme - A Saga Eu, Chiro                                                                                   |

#### Desenhos animados/animes
| Personagem                                                          | Desenho(s) dublados                                                      |
| ------------------------------------------------------------------- | ------------------------------------------------------------------------ |
| Mike                                                                | As Aventuras de Mike                                                     |
| Ben Tennyson                                                        | Ben 10 (até Omniverse)                                                   |
| A.J.                                                                | Os Padrinhos Mágicos                                                     |
| BMO                                                                 | Hora de Aventura                                                         |
| Rigby                                                               | Apenas um Show e Mad                                                     |
| Near                                                                | Death Note                                                               |
| Mutano                                                              | Os Jovens Titãs, Os Jovens Titãs: Missão Tóquio, Os Jovens Titãs em Ação |
| Abyo                                                                | Pucca                                                                    |
| Bolin                                                               | Avatar: A Lenda de Korra                                                 |
| Cody                                                                | Ilha dos Desafios, Luzes, Drama, Ação!, Drama Total: Turnê Mundial       |
| Blast Ketchup                                                       | Johnny Test                                                              |
| Chiro Takashi                                                       | Super Esquadrão dos Macacos Robôs Hiper Força Já!                        |
| Jeremy Johnson                                                      | Phineas e Ferb                                                           |
| Pepe                                                                | Historietas Assombradas (para Crianças Malcriadas)                       |
| Angelo                                                              | Angelo Rules                                                             |
| Fábio Níqueis                                                       | As Trapalhadas de Flapjack                                               |
| Kelly                                                               | As Trapalhadas de Flapjack                                               |
| A Internet                                                          | O Incrível Mundo de Gumball                                              |
| Felix                                                               | O Incrível Mundo de Gumball                                              |
| Mikey Simon                                                         | Kappa Mikey                                                              |
| Yang                                                                | Yin Yang Yo!                                                             |
| Pochetio                                                            | Titio Avô                                                                |
| Komodo                                                              | Mecanimais                                                               |
| Kearney                                                             | Os Simpsons                                                              |
| Nick (A Filha Também Se Levanta)                                    | Os Simpsons                                                              |
| Nick Park                                                           | Os Simpsons                                                              |
| Kenny Rogers                                                        | Firebreather - O Lança Fogo                                              |
| Pipoca                                                              | A Laranja Irritante                                                      |
| Nigel Planter                                                       | As Terríveis Aventuras de Billy e Mandy                                  |
| Pudim                                                               | As Terríveis Aventuras de Billy e Mandy                                  |
| Masamune Kadoya                                                     | Beyblade Metal Masters                                                   |
| Número 34                                                           | KND: A Turma do Bairro                                                   |
| Tuck                                                                | Mutante Rex                                                              |
| Willy Zilla                                                         | Meu Pai é um Roqueiro                                                    |
| Kevin                                                               | Beyblade e Beyblade G-Revolution                                         |
| Joseph                                                              | Beyblade V-Force                                                         |
| Enrique                                                             | Historinhas de Dragões                                                   |
| Osamu                                                               | Beyblade Metal Fusion                                                    |
| Príncipe Orloff                                                     | O Show do Garfield                                                       |
| Steve                                                               | George, o Curioso (série)                                                |
| Príncipe Nestor                                                     | O Mundo de Quest                                                         |
| Rung Ladderton                                                      | Scooby-Doo! Mistério, S/A                                                |
| Ron Stoppable (última temporada, substituindo Gustavo Nader)        | Kim Possible                                                             |
| Tenma de Pégaso                                                     | Cavaleiros do Zodíaco - The Lost Canvas, A Saga de Hades                 |
| Diversos personagens                                                | MAD                                                                      |
| Gowther                                                             | Nanatsu no Taizai                                                        |
| Esqueleto Mega Mágico                                               | OK K.O.! Let's Be Heroes                                                 |
| Peedee Fryman                                                       | Steven Universo                                                          |
| Pablo                                                               | Os Davincibles                                                           |
| Ivan Bruel                                                          | Miraculous: As Aventuras de Ladybug                                      |
| Ash Ketchum (A partir da 19ª temporada, substituindo Fábio Lucindo) | Pokémon                                                                  |
| Ono                                                                 | A Guarda do Leão                                                         |
| Clyde                                                               | The Loud House                                                           |
| Kev Adams                                                           | Fiston (Arte da Sedução)                                                 |
| Gabriel                                                             | Pergunte a Lara                                                          |
| Jim Lake Jr.                                                        | Caçadores de Trolls                                                      |
| Tyler                                                               | Big Mouth                                                                |
| Melvin Sneedly                                                      | As Épicas Aventuras do Capitão Cueca                                     |

#### Séries
| Personagem                   | Ator original             | Série dublada                                                                                              |
| ---------------------------- | ------------------------- | --- |
| Ángel                        | Emiliano Flores           | A CQ: Confusões ao Quadrado                                                                                |
| Benjy Flemming               | Max Morrow/Kane Ritchotte | Monk, Um Detetive Diferente                                                                                |
| Batista                      | Benjamín Rojas            | Chiquititas (2000)                                                                                         |
| Blake                        | Benjamín Rojas            | Jake & Blake                                                                                               |
| Alonso                       | Joseph Julian Soria       | Supernatural                                                                                               |
| Billy                        | Dacre Montgomery          | Stranger Things                                                                                            |
| Cabeça de Coco               | Rob Pinkston              | Manual de Sobrevivência Escolar do Ned                                                                     |
| Dilben                       | River Alexander           | Sam & Cat                                                                                                  |
| Elliot Hoo                   | Harry Shum Jr.            | Liga dos Extraordinários Dançarinos, Glee (redublagem da Rede Globo);                                      |
| Fideo                        |                           | Inazuma Eleven - Os Super Onze (2013)                                                                      |
| Ivar                         | Alex Høgh Andersen        | Vikings |
| Jack                         |                           | Fuga da Ilha Escorpião                                                                                     |
| Jake                         | Benjamín Rojas            | Jake & Blake                                                                                               |
| Jake Harrow                  | Ryan Kennedy              | Hellcats - Líderes de Torcida                                                                              |
| J.J. Bannerman               | Connor Price              | O Vidente                                                                                                  |
| Joffrey Baratheon            | Jack Gleeson              | Game Of Thrones                                                                                            |
| John Connor                  | Thomas Dekker             | Terminator: The Sarah Connor Chronicles                                                                    |
| Josh Baker                   | Alex Kew                  | Meus Pais São Alienígenas                                                                                  |
| Leonardo da Vinci            |                           | Club 57 |
| Luke Young                   | Van Hughes                | Lei & Ordem: Unidade de Vítimas Especiais                                                                  |
| Wesley Grimes                | Jake Boyd                 | Lei & Ordem: Unidade de Vítimas Especiais                                                                  |
| T.J.                         | Garrett Wareing           | Manifest                                                                                                   |
| Marian                       | Ross Perrelli             | Snobs, Meu Melhor Amigo                                                                                    |
| Micky                        |                           | Isa TKM |
| Maxxie                       | Mitch Hewer               | Skins |
| Magnus Bane                  | Harry Shum Jr.            | Shadowhunters                                                                                              |
| Mike Fukanaga                | Ryan Potter               | Supah Ninjas                                                                                               |
| Philber                      |                           | Level Up                                                                                                   |
| Richard Sylmore              | Richard Harmon            | Bates Motel                                                                                                |
| Ryan Tyler                   |                           | Meu Amigo Panda                                                                                            |
| Ryan Clarck                  |                           | Ryan & Joey                                                                                                |
| Simon Byrne                  | Josh Salatan              | The Carrie Diaries                                                                                         |
| Theo                         | Aljin Abella              | Power Rangers: Fúria da Selva                                                                              |
| Thomas                       | Thomas Batuello           | The Naked Brothers Band                                                                                    |
| Tom Higgenson;               |                           | ICarly |
| David                        | Joey Lutchman             | ICarly |
| Trey                         |                           | ICarly |
| Todd Gromada                 | Reiley McClendon          | Medium - A Paranormal                                                                                      |
| Tony                         |                           | Tony em Ação                                                                                               |
| Scott McCall                 | Tyler Posey               | Teen Wolf (Dublagem da Netflix);                                                                           |
| Toninho                      | Alejandro Speitzer        | Amy, la niña de la mochila azul                                                                            |
| Ulisses                      |                           | Camaleones                                                                                                 |
| Wataru Kurenai               | Kamen Rider Kiva          | Kamen Rider Decade                                                                                         |
| Willis Jackson               | Todd Bridges              | Minha Família é uma Bagunça / Arnold                                                                       |
| Will Mackenzie               |                           | Zoados |
| Yukito Sanjou                |                           | episódio 19 Power Rangers: Dino Trovão Achados e Perdidos nas Traduções na série Bakuryuu Sentai Abaranger |
| Zach Young                   |                           | Desperate Housewives                                                                                       |
| Zeke Rosenblatt              |                           | Os Feiticeiros de Waverly Place                                                                            |
| Cam Mitchell                 | Dominic Deutscher         | Mako Mermaids                                                                                              |
| Link Evilman                 | Barrett Carnahan          | The Thundermans                                                                                            |
| Ernie Cooper                 | Kamil McFadden            | K.C. Undercover                                                                                            |
| Noah Foster                  |                           | Scream |
| Iván Villamil                |                           | Eu Sou Franky                                                                                              |
| Malachai "Kai" Parker        |                           | The Vampire Diaries                                                                                        |
| Agente Ocean                 |                           | Esquadrão Bizarro                                                                                          |
| Jovem Professor Martin Stein |                           | DC's Legends of Tomorrow                                                                                   |
| Gabe Reyes                   |                           | Marvel's Agents of Shield                                                                                  |
| Iker Borges                  |                           | Vikki RPM                                                                                                  |
| Charlie Cavendish Scott      |                           | Snatch (A Série)                                                                                           |
| Ryan Potter (Mutano)         |                           | Titãs |
| Nate River/Near              |                           | Death Note                                                                                                 |
| J.J.                         | Rudy Pankow               | Outer Banks                                                                                                |

#### Jogos
| Personagem    | Jogo          |
| ------------- | ------------- |
| Bain          | Lego O Hobbit |
| Veigas        | Grand Chase   |
| Rabi Ray Rana | Far Cry 4     |